# Гударзи, Садег
Садег Гударзи (перс. صادق گودرزى‎, род. 22 сентября 1987) — иранский борец вольного стиля, чемпион Азии и Азиатских игр, призёр чемпионатов мира и Олимпийских игр.
Родился в 1987 году в Мелайере. В 2009 году стал чемпионом Азии и бронзовым призёром чемпионата мира. В 2010 году завоевал золотую медаль Азиатских игр и стал серебряным призёром чемпионата мира. В 2011 году вновь стал серебряным призёром чемпионата мира. В 2012 году завоевал серебряную медаль Олимпийских игр в Лондоне.